# 分業
分業（ぶんぎょう、英：division of labor）とは、複数の人員が役割を分担して財（モノ）の生産を行うことである。もともとは経済学の用語であったが、現代では幅広く社会関係全般に適用して使われている。

## 経済的分業の概念
分業は生産過程における効率性を高めるためにとられた役割分担のシステムである。財を生産していく工程をすべて一人だけでこなしていくのは、完成までに時間がかかり、しかも少量しか生産ができないうえに、生産者への負担が大きくなるというデメリットがある（伝統工芸を担う職人などが典型例である）。また、これを解消し、より迅速に大量の財を生産するために、複数の生産者が生産工程において役割を決め、スケジュールに基づいて作業していくのが分業のメリットである。これは、財を安定的に市場に供給できるという点からも優れたシステムということができる。
このような分業のシステムを理論的に定式化したのが、18世紀のイギリスの自由主義経済学者アダム・スミスである。彼は、『国富論』の第一編において分業を論じている。彼はピン製造を例にとり、それがさまざまな過程に分解されていることで生産におけるメリットを示した。彼が示した分業の概念は、デヴィッド・リカードの国際分業理論（比較生産費説）やカール・マルクスによる生産関係の概念に応用され、労働価値説とともに広く経済学者、社会学者、哲学者等に影響を与えた。

## 社会的分業の概念
社会や集団における諸個人の結びつきのことで、規範（道徳・慣習・法など）に基づいて地位や役割が配分され、それに基づいて行動する状態のことを指す。したがって、経済的分業とは違い、効率性を求めて地位や役割が配分されるわけではなく、社会関係の中から生じた規範、あるいは権力関係などによって地位や役割が決定されるところに特徴がある。
例えば性別役割分業は、男女の社会的な役割を伝統的な慣習によって規定したものであり、社会的分業のひとつの事例としてあげることができる。これは、経済的な合理性や生物学的な特質を根拠として形成された概念・制度というよりも、男性優位の社会における権力関係に基づいて形成されたものと考えられている。
このような社会的分業の概念を理論的に提起したのが、『社会分業論』を著したエミール・デュルケームである。彼の考える社会的分業とは、道徳的連帯（道徳による諸個人の結びつき）のことであり、この道徳的連帯のあり方から社会の形態を機械的連帯と有機的連帯に分類した。